# Samerättsutredningen
Samerättsutredningen var en svensk statlig utredning som pågick mellan 1983 och 1990. Utredningen belyste ett antal aspekter på samernas rättigheter och behov såsom urfolk i Sverige. Ett av de viktigaste förslagen som lades fram av utredningen var att inrätta Sametinget, vilket blev verklighet i och med att Riksdagen antog propositionen 1992/93:32, som byggde på utredningens förslag. Ordförande för utredningen var hyresrådet Hans-Åke Wängberg.

## Bakgrund
1966 stämde ett antal samebyar svenska staten för att få prövat om de hade äganderätt till sina renbetesmarker i de så kallade skattefjällen genom urminnes hävd. Skattefjällsmålet avgjordes av Högsta domstolens 1981. Domstolen ogillade samebyarnas talan. Efter skattefjällsmålet valde samiska företrädare att i stället söka en politisk lösning och krävde därför en omfattande utredning som skulle klargöra samernas rättigheter.
Svenska Samernas Riksförbund framställde en önskan om samiskt medbestämmande i lagstiftningsfrågor samt inflytande över förvaltningen. Man önskade också insatser för det samiska språket. Organisationen Same Ätnam efterfrågade ungefär samtidigt att ett samiskt parlament skulle inrättas. Frågan om ett samiskt parlament togs också upp i en riksdagsmotion under allmänna motionstiden 1982. I Norge hade regeringen redan 1980 tillsatt en liknande utredning om samernas sitution under namnet Samerettsutvalget (no).
Regeringen beslutade i september 1982 att tillsätta en utredning som skulle se över rennäringsfrågorna, behovet av ett nytt samiskt organ, samt det samiska språkets ställning. Det skulle dock dröja till maj 1983 innan utredningen sammankallades.

## Sammansättning
Utredningen bedrevs i kommittéform, med inledningsvis tre ledamöter (varav en ordförande). 1986 utökades kommittén med en fjärde ledamot.
- Hans-Åke Wängberg, hyresråd (ordförande)
- Karl-Erik Häll, f.d. riksdagsledamot (ledamot)
- Martin Olsson, riksdagsledamot (ledamot)
- Åke Selberg, riksdagsledamot  (ledamot, från 30 maj 1986)

Dessutom engagerades ett 15-tal sakkunniga och experter i olika skeden av utredningen, bland andra ordföranden för Sveriges Samers Riksförbund, Nikolaus Stenberg.

## Förslag
Utredningens tre betänkanden och en rapport, totalt alltså fyra skrifter, utgavs i serien Statens offentliga utredningar mellan 1986 och 1990. Delbetänkandet från 1986, med titeln Samernas folkrättsliga ställning (SOU 1986:36), innehöll inga förslag till lagstftning, utan endast en genomlysning av den internationella utvecklingen på området urfolksrätt och hur den kunde appliceras på samernas situation.
I sitt huvudbetänkande från 1989, med titeln Samerätt och sameting (SOU 1989:41), behandlade utredningen rennäringsfrågorna och frågan om ett särskilt samiskt organ. Man återknöt också till det tidigare delbetänkandet med förslaget om ett tillägg till Regeringsformen, som skulle kodifiera samernas folkrättsliga ställning i svensk lagstiftning. Sametinget skulle enligt utredningens förslag regleras i en ny samelag, med inledande definition av vem som anses vara same och därmed få rösträtt. Lagen föreslogs också innehålla skrivningar om samernas särskilda ställning som urbefolkning och etnisk minoritet. Ett antal förslag till ändringar i rennäringslagen fanns också med i förslaget. Dessa förslag till ändringar byggde till stor del på Högsta domstolens slutsatser i Skattefjällsmålet.
Språkfrågorna behandlades i utredningens slutbetänkande med titeln Samerätt och samiskt språk (SOU 1990:91) från november 1990. Utredningen föreslog en rätt att använda samiska i kontakt med myndigheter. Denna rätt skulle också införas på försök i ett antal kommuner. En rätt till skolundervisning på samiska i grund- och gymnasieskolan lades också till i det förslag till samelag som utredningen publicerat året innan.

## Reaktioner
Svenska Samernas Riksförbund var missnöjt med utredningens förslag om hur avvägningarna mellan skogsbruket och rennäringen skulle hanteras. Framförallt menade man att förslaget inte gav samerna inflytande över vinterbetesmarkerna. Man ansåg även att det föreslagna sametinget inte givits tillräckliga maktbefogenheter i utredningens förslag.
Justitiekanslern Hans Stark ifrågasatte den föreslagna modellen med ett sameting som formellt lyder under regeringen. Han ville i stället se en modell liknande det kommunala självstyret.
Dåvarande diskrimineringsombudsmannen Peter Nobel kritiserade utredningens förslag i en debattartikel i Svenska Dagbladet. Han menade att de föreslagna ändringarna i rennäringslagen var otydliga och att Sametinget inte skulle vara till gagn för samerna. Nobel skrev: ”Hela regelsystemet saknar såväl tand som mening både i gällande rätt och i föreslagna ändringar.”

## Genomförande
Regeringen Carlsson II lade fram en proposition baserad på utredningen i slutet av 1990. Propositionen föreslog främst ändringar i rennäringslagen. Efter protester från samiska organisationer röstade en samlad opposition ner propositionen i riksdagen.
Efter regeringsskiftet 1991 behandlade regeringen Bildt utredningens förslag i propositionen 1992/93:32 Samerna och samisk kultur m.m. Den föreslagna ändringen i grundlagen togs inte vidare, men en liknande ändring infördes i och med grundlagsreformen 2010. I stället för en samelag föreslogs en sametingslag utan de skrivningar om samerna som urbefolkning som utredningen föreslog. Propositionen antogs med endast mindre ändringar och det första sametingsvalet hölls 1993. En ny utredning för översyn av Sametinget, kallad Sametingsutredningen, tillsattes 2000 och lämnade sitt betänkande 2002.